# Вілмінгтон-Айленд (Джорджія)
Вілмінгтон-Айленд (англ. Wilmington Island) — переписна місцевість (CDP) в США, в окрузі Четем штату Джорджія. Населення — 15 129 осіб (2020).

## Географія
Вілмінгтон-Айленд розташований за координатами 32°0′4″ пн. ш. 80°58′33″ зх. д. / 32.00111° пн. ш. 80.97583° зх. д. (32.001234, -80.975925).  За даними Бюро перепису населення США в 2010 році переписна місцевість мала площу 24,68 км², з яких 21,24 км² — суходіл та 3,44 км² — водойми.

## Демографія
Згідно з переписом 2010 року, у переписній місцевості мешкало 15 138 осіб у 6378 домогосподарствах у складі 4229 родин. Густота населення становила 613 особи/км².  Було 6884 помешкання (279/км²).
Расовий склад населення:
| - 91,1 % — білих - 3,8 % — чорних або афроамериканців - 2,6 % — азіатів - 0,2 % — корінних американців |

До двох чи більше рас належало 1,4 %. Частка іспаномовних становила 3,1 % від усіх жителів.
За віковим діапазоном населення розподілялося таким чином: 21,6 % — особи молодші 18 років, 64,9 % — особи у віці 18—64 років, 13,5 % — особи у віці 65 років та старші. Медіана віку мешканця становила 41,5 року. На 100 осіб жіночої статі у переписній місцевості припадало 93,7 чоловіків;  на 100 жінок у віці від 18 років та старших — 90,1 чоловіків також старших 18 років.
Середній дохід на одне домашнє господарство  становив 82 784 долари США (медіана — 68 534), а середній дохід на одну сім'ю — 94 400 доларів (медіана — 79 907). Медіана доходів становила 60 172 долари для чоловіків та 41 972 долари для жінок. За межею бідності перебувало 5,2 % осіб, у тому числі 6,8 % дітей у віці до 18 років та 3,4 % осіб у віці 65 років та старших.
Цивільне працевлаштоване населення становило 7123 особи. Основні галузі зайнятості: освіта, охорона здоров'я та соціальна допомога — 27,7 %, роздрібна торгівля — 11,4 %, науковці, спеціалісти, менеджери — 10,3 %.